# スパイ・ゾルゲ/真珠湾前夜
『スパイ・ゾルゲ/真珠湾前夜』（スパイ・ゾルゲ しんじゅわんぜんや、フランス語原題：Quiêtes-vous、Monsieur Sorge?=「ゾルゲ氏よ、あなたは誰?」の意） は、1961年公開の日仏合作映画。

## 概要
岸惠子の回想によると、岸が日本で『風花』撮影中に、ソビエト連邦のスパイだったリヒャルト・ゾルゲの獄中手記を読んで、本作の企画を立て、映画監督である夫イヴ・シャンピに映画化を勧めて、プロジェクトが始動した。
ハンス・オットー・マイスナーが著したゾルゲについての書籍が原作で、シャンピのほか、アンリ・アルローと沢村勉の三人で原作に脚色を加え、シャンピが監督した。岸自身も出演している。
撮影はビリー・ヴィレルヴュが担当した。原作者のマイスナー（ドイツの外交官で作家）は、映画で自身を演じている。

## ストーリー
1936年9月から、リヒャルト・ゾルゲは日本やドイツの動きを探るためにドイツの新聞『フランクフルター・ツァイトゥング』の東京特派員かつナチス党員という形で日本に赴き、東京の駐日ドイツ大使館に出入りしていた。 当時日本におけるドイツ人社会で、ゾルゲは日本通のナチス党員として知られるようになっていた。彼の記者の活動の裏側には、香港を通じてモスクワとの接触を確立する秘密の使命を持っていた。
ゾルゲは無線技士のマックス・クラウゼン、特派員のブラノフスキー、画家の宮城与徳、内閣嘱託の尾崎秀実らをメンバーとする諜報組織を編成し、政治や軍事の情報を無線やマイクロフィルムでモスクワに送っていた。陸軍の防諜部長・藤森大佐は、怪しい電波発信や、クラウゼンがタクシーに忘れた秘密書類の存在から、ドイツ大使館への監視を強化する。
桜井男爵の夫人・ユキは藤森から、ドイツ大使館に行く際に関係者を内偵する依頼を受け、ゾルゲに会う。ユキはスパイ活動の現場を押さえるための船上パーティにゾルゲらを呼んだが、ゾルゲは裏をかいて近くの小舟に乗った漁師の仲間に無線を発信させ、検挙は失敗に終わる。ユキは内偵活動から手を引き、ゾルゲと交際するも、憲兵隊に拘束された。独ソ開戦や、日本の対ソ攻撃がないことをゾルゲらはモスクワに通報する。だが、検挙された宮城が自供したことでゾルゲらは逮捕された。藤森は拘置所のゾルゲの元を訪れ、日本が真珠湾攻撃に成功したと告げる。

## キャスト
- リヒャルト・ゾルゲ：トーマス・ホルツマン
- 桜井ユキ：岸恵子
- マックス・クラウゼン：マリオ・アドルフ
- エディト：フランソワズ・スピラ
- セルジュ・ブラノフスキー：ジャック・ベルチェ
- リリー・ブラウン：イングリット・フォン・べルゲン
- マイスナー：ハンス・オットー・マイスナー（英語版）
- ウォルフ：クツッエラ
- エルザ：アルデハイド・ツェック
- 藤森大佐：小沢栄太郎
- 尾崎秀実：山内明
- 宮城与徳：南原宏治
- 近衛公：北龍二
- 松井氏：龍崎一郎
- ヨシ：林健二
- ビュイツソン：バレー
- V・ホーマー：クリンク・ハムマー
- V・アック：エリマ・プッシュマン
- マイシンガー：ポイ・ゴッペルト
- アンナ・クラウセン：ナディヌ・バジル（フランス語版）
- 尾崎の妻：浅茅しのぶ
- 桜井男爵：成瀬昌彦
- タクシーの運転手：島津志郎

## 公開・評価
1961年3月29日、フランスで公開。同年6月21日、日本で公開。ヨーロッパにおいては大きな反響があり、モスクワ国際映画祭に出品が決まったが、ソ連側の検閲により「ゾルゲという人物はわが国には存在しない」として却下された。のちに在仏ソ連大使が映画をクレムリンに送ると、当時の最高指導者であるニキータ・フルシチョフは「こんないい映画をなぜ上映しないんだ」と言った。1964年9月4日、『プラウダ』紙が「ゾルゲは独ソ開戦情報をもたらし、スターリンに警告した」と報道。同年9月21日、モスクワにおいて映画館21館で一斉封切された。闇の切符が出まわるほどヒットしたと言われる。シャンピと岸は後に夫婦でフルシチョフにモスクワまで招待されている。同年11月5日、ソ連最高会議はゾルゲの名誉を回復し、「ソ連邦英雄」を授与した。
後のロシア大統領ウラジーミル・プーチンは、本作を観てスパイを志したとされている。

## その他
本作では、ゾルゲが真珠湾攻撃をソ連に報告したという設定であるが、史実においては裏付けられていない。詳細は真珠湾攻撃陰謀説#ゾルゲ通報説を参照。
映画の元になったマイスナーの著書（ドイツ語タイトルは"ゾルゲ事件 Der Fall Sorge"、英訳タイトルは"３つの顔を持つ男：ゾルゲ—ロシアのマスタースパイ The Man With Three Faces: Sorge - Russia's Master Spy"、日本では大木坦の翻訳により『スパイ・ゾルゲ』のタイトルで1958年に実業之日本社より刊行）は、石井花子によると、「ゾルゲは処刑されずに生存している」と主張する内容だった。映画では明確な生存の主張はしていないものの、「生死は謎」という形の結末になっている。